# Cinq pourquoi
Les cinq pourquoi sont la base d'une méthode de résolution de problèmes proposée dans un grand nombre de systèmes de qualité.
Il s'agit de poser la question pertinente commençant par un pourquoi afin de trouver la source, la cause principale de la défaillance. Cette méthode de travail est surtout faite pour trouver la cause principale du problème rencontré.
Avec cinq questions commençant par « pourquoi », on essaie de trouver les raisons les plus importantes ayant provoqué la défaillance pour aboutir à la cause principale.

## Exemples

### Premier exemple
Ma voiture ne démarre pas (le problème)
1. Pourquoi ? - La batterie n'est pas chargée.
2. Pourquoi (la batterie n'est-elle pas chargée) ? - L'alternateur ne fonctionne pas.
3. Pourquoi (...) ? - La courroie de l'alternateur est cassée.
4. Pourquoi ? - J'ai dépassé la durée préconisée par le constructeur et la courroie était usée.
5. Pourquoi ? - Je n'ai pas respecté les préconisations du constructeur (la cause première).

### Deuxième exemple
Mes dépenses sont plus élevées que prévu (le problème)
1. Pourquoi ? - Je dois payer 10 % d'impôts en plus.
2. Pourquoi (dois-je payer 10 % d'impôts en plus) ? - Je n'ai pas rendu ma déclaration à temps.
3. Pourquoi (...) ? - Je n'avais pas toutes les informations nécessaires sur mon patrimoine.
4. Pourquoi ? - Je n'ai pas fait évaluer par un expert certains biens hérités.
5. Pourquoi ? - Je n'ai pas trouvé d'expert à temps. (la cause première).

## Histoire
La technique a été développée à l'origine par Sakichi Toyoda et a été utilisée par Toyota dans le cadre de l'évolution de ses méthodes de fabrication. C'est un élément essentiel de la formation à la résolution de problèmes, dispensée lors de l'initiation au Système de Production Toyota. L'initiateur du Système de Production Toyota, Taiichi Ohno, a décrit la méthode des cinq pourquoi comme « la base de l'approche scientifique de Toyota en répétant cinq fois pourquoi la nature du problème ainsi que sa solution deviennent claires »,. L'outil a vu son utilisation se répandre au-delà de Toyota, et est maintenant utilisé dans la pratique du Kaizen, du Lean (production) et de la méthode Six Sigma.

## Variantes
Dans certaines entreprises, il apparaît sous d'autres formes. Sous la direction de Ricardo Semler, Semco pratique les « trois pourquoi » et élargit la pratique pour couvrir la fixation d'objectifs et la prise de décision.
L'équipementier automobile Delphi a développé une méthode 5Wx3H (5 Whys, 3 Hows), qui interroge 5 fois le problème et ses causes successives, comme dans les exemples ci-dessus, mais en ajoutant une dimension supplémentaire, le « Comment »... Le questionnement d'un problème devient :
1. Pourquoi ce problème est-il apparu ? (recherche des causes d'apparition) Pourquoi ? Comment ?...
2. Pourquoi ce problème n'a-t-il pas été détecté ? (recherche des causes de non détection) Pourquoi ? Comment ?...
3. Pourquoi le système mis en place a-t-il permis l'apparition de ce problème ? (causes système, renvoyant au manque d'anticipation et aux méthodes de prévention type AMDEC) Pourquoi ? Comment ?...